# 艾謝茨巴赫河
50°0′42.49″N 9°8′35.43″E / 50.0118028°N 9.1431750°E

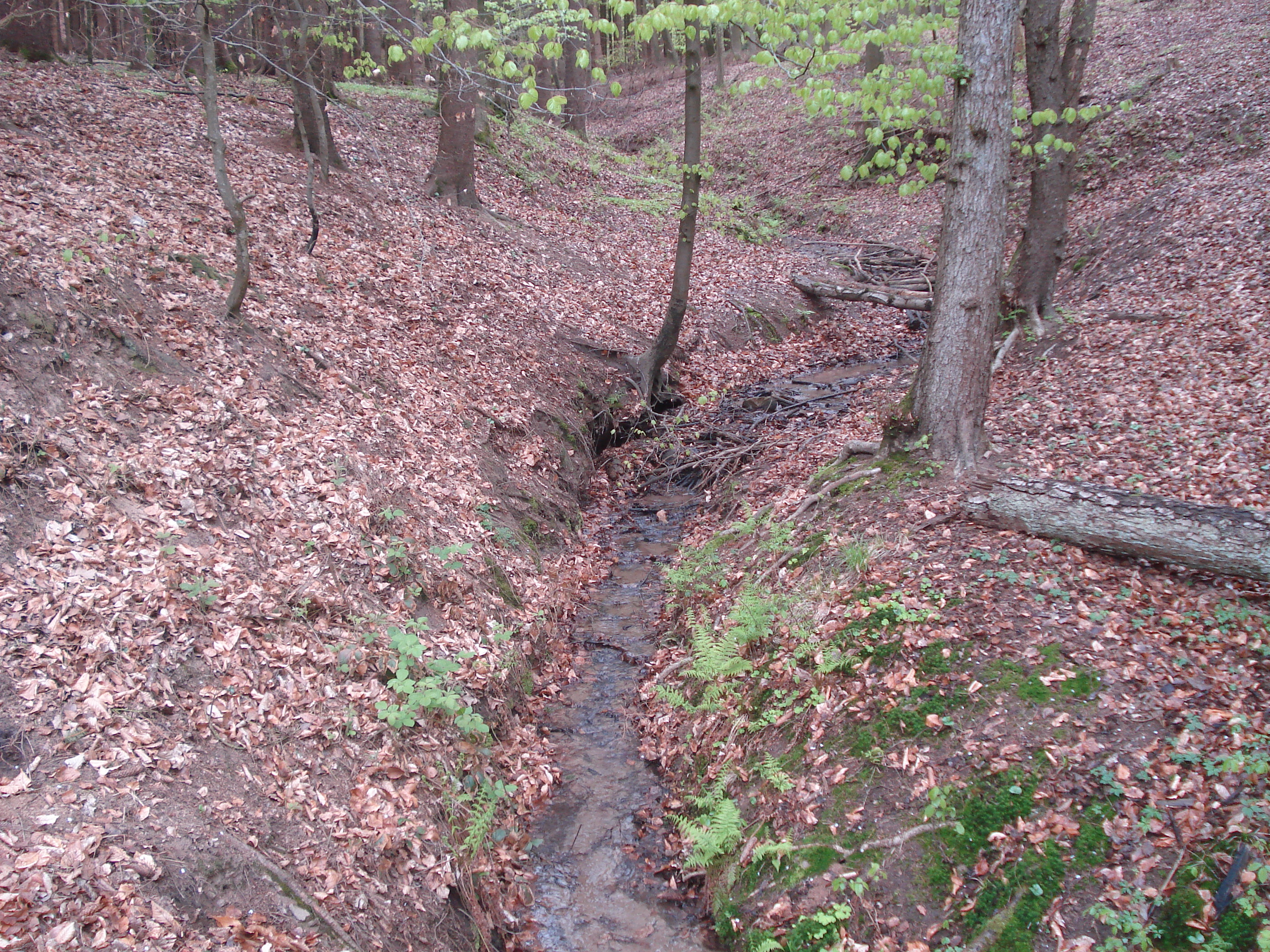

艾謝茨巴赫河（德語：Eichetsbach），是德國的河流，位於該國東南部，由巴伐利亞負責管轄，屬於格拉特巴赫河的右支流，河道全長1.2公里，流域面積0.5平方公里。